# Разведка корпуса морской пехоты США
Разведывательное управление (РУ) Корпуса морской пехоты США (англ. Marine Corps Intelligence) — разведка Корпуса морской пехоты США. РУ КМП ведет разведывательную деятельность в соответствии с законом № 12333 от 4 декабря 1981 «О разведывательной деятельности Соединённых Штатов», подчиняется РУ ВМС США, а также входит в состав учреждений и ведомств разведывательного сообщества США.
Оперативная структура РУ КМП включает три основных отдела (один информационный и два линейных):
- информационный отдел РУ КМП США при штабе КМП США, задачей которого является информационно-разведывательное обеспечение аппарата Главкома и штаба КМП США. Начальник информационного отдела при штаба КМП США - бригадный генерал М. Эннис (Michael Ennis).
- оперативный отдел РУ КМП (англ. Marine Corps Intelligence Activity) при  Главном РЦ ВМС (н.п. Сьютлэнд, ш. Мэриленд), где так же расквартированы оперативный штаб (ОШ) РУ ВМС и ОШ РУ Береговой охраны
- оперативный отдел РУ КМП (англ. MCIA MCB Quantico) при в/ч КМП США ”Квантико”[2], (ш. Вирджиния). Начальник отдела — бригадный генерал К. Мэнгелс (Kurt Mangels).

При ведении разведдеятельности РУ КМП США работает в тесном контакте с органами РУ ВМС США, РУМО США и РУ других видов вооруженных сил США.